# .cl
.cl je vrhovna internetska domena (country code top-level domain - ccTLD) za Čile. Domenom upravlja Univerzitet Čilea.

## Vanjske poveznice
- IANA .cl whois informacija  Arhivirana inačica izvorne stranice od 27. travnja 2006. (Wayback Machine)